# J.P. Langgaard
Johannes Peter Langgaard (født 12. maj 1811 i København, død 24. juli 1890 på Frederiksberg) var en dansk mekaniker, industridrivende og komponist, bror til Theodor Langgaard og far til Siegfried Langgaard.

## Baggrund
Han var søn af urmager Jens Bartholomæus Langgaard (1782-1832) og Marie Christiane Harm(s) (1784-1822). Faderen havde lært urmageri i Aalborg og flyttede 1806 til København, hvor han blev sat i spidsen for af en stor ur- og instrumentmagerforretning, som han senere blev indehaver af. Efter statsbankerotten gik han fallit og emigrerede med sin familie til Tyskland, først til Berlin, siden til Landsberg an der Warthe. Efter faderens død kom J.P. Langgaard i urmagerlære på Rügen og rejste som svend til København, hvor han fik arbejde hos Urban Jürgensen og fik hentet sine yngre søskende tilbage til fædrelandet.

## Virke
Med eneretsbevilling for ti år oprettede han 1834 en ortopædisk anstalt på Store Tuborg, den første her i landet, og med kyndig lægehjælp (F.V. Mansa) forestod han den til 1851. 1849 fik han eneret på en ortopædisk Maskine, som han udstillede 1851 på verdensudstillingen i London, og som vakte berettiget opmærksomhed. Hans livlige begavelse lod ham dog ikke blive stående herved. Ligesom han har komponeret ikke få musikstykker, væsentlig danse og romancer, er hans navn knyttet til patenter på rørdampkedler og kedelfødende rektifikatorer (1872 og 1874). For Tivoli konstruerede han en kraftprøve, Tyrehovedet. for Dyrehavsbakken en karruselbane og forskellige andre forlystelsesindretninger.
Men væsentligst knyttedes han til den danske lerindustri. Allerede før 1851 havde han fået interesse for denne og konstrueret en maskine til at lave mursten på. 1847 købte han bondegården Hakkemose ved Taastrup på grund af det derværende gode ler, og her oparbejdede han efterhånden et af landets største teglværker (Hakkemose Teglværk), der fra 1883 også tilvirkede terrakottavarer og fajanceovne. På de nordiske udstillinger i København 1872 og 1888 udstillede han sine tilvirkninger, der begge gange blev prisbelønnede. Straks efter at have oprettet det ortopædiske institut blev han krigssekretær, og han steg efterhånden til kammerråd (1838), justitsråd (1854) og etatsråd (1886). Langgaard fik Fortjenstmedaljen i guld 1846 og blev Ridder af Dannebrog 1881. Han døde i København 24. juli 1890.

## Ægteskaber
Han blev gift 1. gang 17. december 1835 i Christiansborg Slotskirke med Henriette Catharine Frederikke Conradine Treschow (17. december 1818 i København - 12. marts 1847 på Frederiksberg), datter af fuldmægtig ved den kgl. chatolkasse, senere toldkasserer i Holbæk Andreas Treschow (1794-1846) og Anne Marie Wendel (1797-1864).
Gift 2. gang 20. marts 1849 i Garnisons Kirke med Charlotte Sophie Magdalene Seydewitz (26. oktober 1826 i Slesvig by - 12. september 1891 på Frederiksberg), datter af major Carl Christian Seydewitz (1777–1857) og Sophie Amalie født Møller (1792–1863).
Han er begravet på Frederiksberg Ældre Kirkegård.

## Gengivelser
- Portrætmaleri af C.A. Schleisner 1838
- Tegning af Carl Christian Seydewitz (Det Kongelige Bibliotek)
- Buste af Edvard Harald Bentzen 1882
- Fotografier af Budtz Müller og P.C. Koch (Det Kongelige Bibliotek)